# Sporophila melanogaster
El semillero ventrinegro, espiguero de vientre negro o  capuchino vientre negro (Sporophila melanogaster) es una especie de ave paseriforme de la familia Thraupidae perteneciente al numeroso género Sporophila. Es endémica del sureste de Brasil. 

## Distribución y hábitat
Se reproduce en el sureste de Santa Catarina y noreste de Río Grande del Sur, migrando hacia el norte durante la temporada no reproductiva hasta São Paulo, Minas Gerais, Goiás y el Distrito Federal.
Esta especie es considerada poco común y local en su hábitat natural: los pastizales húmedos y arbustales adyacentes, hasta los 1200 m de altitud.

## Estado de conservación
El semillero ventrinegro ha sido calificado como casi amenazado por la Unión Internacional para la Conservación de la Naturaleza (IUCN) debido a que su población, estimada entre 2500 y 10 000 individuos maduros, se presume estar en continua decadencia a una tasa de 10% a lo largo de tres generaciones, como resultado de la captura para comercio como ave de jaula y a la pérdida de hábitat resultante de la conversión para agricultura e invasión de pastos exógenos. Durante la temporada de cría, ocupa un área pequeña, en la cual su hábitat se cree amenazado en extensión y calidad.

## Sistemática

### Descripción original
La especie S. melanogaster fue descrita por primera vez por el ornitólogo austríaco August von Pelzeln en 1870 bajo el nombre científico Spermophila melanogaster; su localidad tipo es: «Itararé y Resaca, São Paulo, Brasil».

### Etimología
El nombre genérico femenino Sporophila es una combinación de las palabras del griego «sporos»: semilla, y  «philos»: amante; y el nombre de la especie «melanogaster» se compone de las palabras griegas  «melas»: negro, y «gastēr»: vientre.

### Taxonomía
Es monotípica. Los datos presentados por los amplios estudios filogenéticos recientes demostraron que la presente especie es próxima de Sporophila cinnamomea y el par formado por ambas es próximo de un clado integrado por S. palustris, S. hypoxantha, S. ruficollis, S. pileata y S. hypochroma.